# Universidad Bicentenaria de Aragua
La Universidad Bicentenaria de Aragua (UBA) es una institución de educación superior privada con su sede principal en la ciudad de Turmero, Venezuela.

## Historia
El proyecto de la Universidad Bicentenaria de Aragua fue concebido durante el año 1983, a 200 años del nacimiento del Padre de la Patria Simón Bolívar como respuesta de la iniciativa privada a una postergada aspiración educacional del Estado Aragua y de su extensa zona de influencia dentro de la región central de Venezuela. Sus ideólogos y creadores fundamentales fueron los Doctores José Gerardo Guarisma, Basilio Sánchez Aranguren y Raúl Quero Silva, de larga y meritoria trayectoria en el campo de la educación.
Su aprobación por el Consejo Nacional de Universidades se produjo durante las sesiones de los días 2 y 10 de diciembre de 1985; pero la autorización oficial de su funcionamiento por parte del Ejecutivo Nacional, sucedió el 16 de junio de 1986 , mediante el decreto presidencial No.1134, publicado en la Gaceta Oficial n.º 33492. Este decreto contemplaba las Facultades de Ingeniería, Ciencias Administrativas y Sociales y Ciencias Jurídicas y Políticas.
El 6 de octubre de ese mismo año se iniciaron actividades en la sede inicial, ubicada en la zona industrial de San Vicente en las afueras de Maracay con las Escuelas de Ingeniería de Sistemas, Ingeniería Eléctrica, Administración de Empresas y Contaduría Pública. Su primer Rector fue el Dr. José Gerardo Guarisma, quien desempeñó la función desde 1986 hasta 1991; luego, desde 1991 hasta marzo de 2001, dicho cargo fue ocupado por el Dr. Basilio Sánchez Aranguren; y actualmente ejerce de nuevo el rectorado el Dr. Basilio Sánchez Aranguren.
En 1993 se concluyó la moderna planta física de San Joaquín de Turmero que constituye su sede principal.
El 24 de noviembre de 1994 el Consejo Nacional de Universidades aprobó la Escuela de Derecho, la cual inició actividades el 18 de abril de 1995. El 25 de noviembre de 1995 fue aprobada la Escuela de Comunicación Social, cuya apertura se produjo el 13 de mayo del año siguiente; y el 7 de abril de 2000 fue aprobada la Escuela de Psicología.
Actualmente la Universidad Bicentenaria de Aragua cuenta con cinco núcleos fuera del Estado Aragua que permiten darle respuesta a un  población estudiantil en crecimiento, estos núcleos son:
- Núcleo San Antonio de los Altos, Edo. Miranda
- Núcleo San Fernando de Apure, Edo. Apure
- Núcleo Puerto Ordaz, Edo. Bolívar
- Núcleo Táchira, Edo. Táchira
- Núcleo Valencia, Edo. Carabobo

## Composición de la Universidad

### Facultades
Las Facultades son integradas por Escuelas o Carreras, siendo estos los lugares donde se ejerce la función docente a nivel de pregrado.
Las Facultades y Escuelas de la Universidad Bicentenaria de Aragua son:
Facultad de Ingeniería
- Ingeniería de Sistemas
- Ingeniería Eléctrica
- Ingeniería Electrónica (en convenio con la Universidad Nueva Esparta)
- Ingeniería Civil (en convenio con la Universidad Nueva Esparta)
- Técnico Superior Universitario en Informática: Diseño Web[2]

Facultad de Ciencias Administrativas y Sociales
- Licenciatura en Administración de Empresas
- Licenciatura en Contaduría Pública
- Licenciatura en Comunicación Social
- Técnico Superior Universitario en Publicidad y Mercadeo
- Técnico Superior Universitario en Banca y Finanzas
- Técnico Superior Universitario en Administración de Empresas
- Técnico Superior Universitario en Administración de Personal
- Técnico Superior Universitario en Comercio Exterior

Facultad de Salud y Desarrollo Humano
- Licenciatura en Psicología

Facultad de Ciencias Jurídicas y Políticas.
- Derecho

## Ubista al Día
Es el medio universitario totalmente integrado (impreso y digital) de la Universidad Bicentenaria de Aragua (UBA) que ofrece actualización en lo referente al acontecer de la Universidad.
Ubista Al Día es un espacio de encuentro para todos los que forman parte de la Universidad Bicentenaria de Aragua, muestra al mundo exterior todos los logros que, al final, se traducen en frutos de dicha alma mater
En un formato tradicional pero con visión vanguardista, Ubista Al Día es la referencia informativa del campus, al tiempo que será estandarte de la incansable labor de docentes y trabajadores. También, se quiere ofrecer a Ubista Al Día como una tribuna libre para la difusión de pensares, opiniones y nuevas tendencias en distintos campos del saber, que sean producidos en la “Universidad para la Creatividad”.

Y para formar parte del siglo XXI, también cuenta con el portal web UbistaAlDia.com, el cual, a través de tecnología 2.0 y completa integración con las redes sociales, digitalizará toda la experiencia universitaria en la UBA.